# サンチョ1世 (ナバラ王)

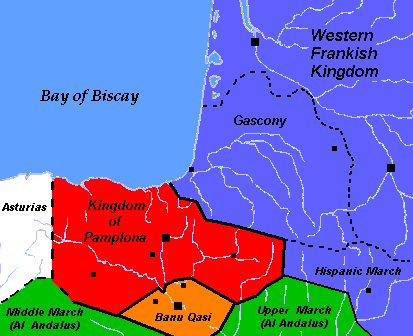
サンチョ1世が死去したころのナバラ王国

サンチョ・ガルセス1世（スペイン語：Sancho Garcés I, バスク語：Antso Ia. Gartzez, 860年ごろ - 925年12月10日）は、ナバラ王国（パンプローナ王国）の王（在位：905年 - 925年）。パンプローナ副王ガルシア・ヒメネスの息子で、ヒメノ朝の初代ナバラ王である。サンチョ・ガルセスはオンセリャ川流域の封建領主で、近隣のすべての領土に勢力を拡大した。サンチョ・ガルセスは905年にパンプローナの貴族によりフォルトゥン・ガルセスの後、ナバラ王（パンプローナ王）に選出された（サンチョ1世）。

## 生涯
サンチョ・ガルセスはガルシア・ヒメネスとその2番目の妃ダディルディス・デ・パリャースの息子として860年ごろに生まれた。パンプローナ王ガルシア・イニゲスが死去したころ、サンチョ・ガルセスは王国西部のオンセリャ川流域を支配していた。フォルトゥン・ガルセスがパンプローナ王であったころに、サンチョ・ガルセスはアストゥリアス王アルフォンソ3世やパリャース伯と同盟を結び、パンプローナの支配権を握ろうとした。サンチョ・ガルセスらはパンプローナ貴族とともに王の子供たちを継承の列から除外することを企み、王位継承権はサンチョ・ガルセスと結婚した王の孫娘トダに受け継がれることとなった。サンチョ・ガルセスは905年にナバラ王の即位を宣言した（サンチョ1世）。
サンチョ1世は治世中、南のイスラム教徒の領主間の争いに関与し、何度も成功を収めた。907年、サンチョ1世はかつての同盟者であるルブ・イブン・ムハンマドを攻撃し、ルブ・イブン・ムハンマドは戦死した。4年後、かつての同盟者であったアラゴン伯ガリンド2世・アスナーレスは、義弟ムハンマド・アル・タウィルやアブド・アッラー・イブン・ルブ・アル・カサウィと共にサンチョ1世を攻撃したが敗北し、脅威として制圧された。アル・タウィルは逃亡したがその直後に殺害され、バヌ・カシ家の権力は大幅に損なわれた。また、ガリンド2世・アスナーレスはサンチョ1世への臣従を強いられ、アラゴン伯領はナバラ王国に編入された。
918年、サンチョ1世はレオン王オルドーニョ2世と組んで辺境領を攻撃した。ナヘラは占領できなかったものの、カラオラ、アルネド、ビゲラをバヌ・カシ家から奪い、バルティエラを攻撃した。また、要塞を奪うことはできなかったがモスクとその周辺の土地を焼き払った。2年後、サンチョ1世はリバゴルザ伯ベルナルド1世やムハンマド・アル・タウィルの息子アムルス・イブン・ムハンマドと協力して、バヌ・カシ家が領有するモンソンを攻撃した。この成功により、サンチョ1世はバハ・ナバラを自領に併合し、ナヘラまで領土を拡大させることができた。サンチョ1世は勝利に対する感謝の奉納として、924年にサン・マルティン・デ・アルベルダ修道院を創建した。
サンチョ1世は925年12月10日にエブロ川に近いレサの町近くで死去し、ビジャマヨール・デ・モンハルディンに埋葬された。サンチョ1世の息子ガルシアはわずか7歳であったため、サンチョ1世の弟のヒメノ・ガルセスが王位を継承した。
サンチョ1世はアバルカという別名で呼ばれた最初の王であったとみられるが、ヒメノ家の同名の成員の間で混乱が生じたため、19世紀までに孫であるナバラ王サンチョ2世に対してその名前が用いられるようになった。サンチョ1世は、イベリアのいくつかの王国を支配する王朝を生み出し、その支配は13世紀まで続いた。この王朝は、アル・アンダルスの学者によってバヌ・サンヨまたはバヌ・アバルカと呼ばれ、家祖としてのサンチョ1世の役割を示している。

## 結婚と子女
サンチョ1世は、ララウン領主アスナール・サンチェスとオネカ・フォルトゥネス（パンプローナ王フォルトゥン・ガルセスの娘）の娘トダ・アスナーレスと結婚した。『ロダ写本』によると、2人の間には1男5女が生まれ、オルビタを除く4人の娘たちはすべてレオン王か近隣の伯と結婚した。
- ウラカ（956年没） - レオン王ラミロ2世と結婚[6]
- オネカ（931年没） - レオン王アルフォンソ4世と結婚[7]
- サンチャ（949年から963年の間に没） - レオン王オルドーニョ2世と結婚[6]、アラバ伯アルバロ・エラメリスと再婚、カスティーリャ伯フェルナン・ゴンサレスと再々婚[6]
- ベラスキタ - アラバ伯ムニオ・ベラスと結婚、ガリンド・デ・リバゴルサと再婚、フォルトゥン・ガリンデスと再々婚[6]
- オルビタ - 生涯について何も知られていない[6]
- ガルシア・サンチェス1世[5]（919年頃 - 970年） - パンプローナ王

また、以下の庶子がいる。
- ルパ・サンチェス - ビゴール伯ダト2世と結婚し、ビゴール伯レーモン1世をもうけた[6]。